# Salix gracilior
Salix gracilior là một loài thực vật có hoa trong họ Liễu. Loài này được (Siuzew) Nakai miêu tả khoa học đầu tiên năm 1936.